# Estribord

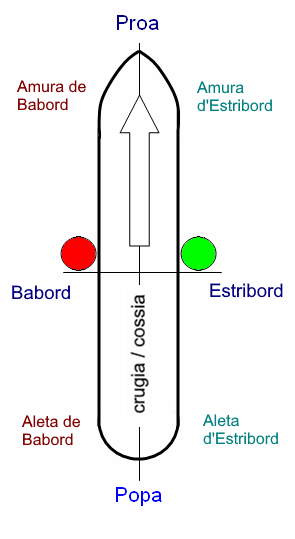
Direccions en un vaixell

Estribord és el costat dret d'una nau mirant cap a proa (cap endavant). Es fa servir per a vaixells, avions, naus espacials o similars.
Segons el reglament internacional per a la prevenció d'abordatges, RIPA, de nit, els vaixells estan obligats a dur un fanal verd al costat d'estribord, que indica la banda dreta de la nau. Aquest fanal ha de ser visible des de qualsevol angle entre la proa i 135º a estribord de la proa.
Tots els objectes del vaixell que s'han de numerar i que estan a estribord tenen assignats per conveni els nombres senars, per exemple cabines, etc.
L'anàleg per al costat esquerre de la nau es diu babord.

## Denominació antiga
Francesc Eiximenis en la seva obra el Dotzè del Crestià parlava de la guerra naval i de la disciplina i ordre que cal observar en els vaixells. En el capítol CCCXXXVI (336) exposava la necessitat d'anomenar amb precisió els diversos llocs de combat en la coberta d'un vaixell. I recordava el costum català d'anomenar la banda dreta (estribord) "banda de Santa Maria" i la banda esquerra (babord) "banda de Sant Jordi".

## Veler amurat a estribord
Quan un veler rep el vent per la banda d'estribord s'anomena “amurat a estribord”. De manera simplificada i en general un veler “amurat a estribord” té preferència de pas en regates o en navegació ordinària respecte d'altres vaixells. Altres condicions poden limitar o anul·lar la preferència.

Virada per avant d'un veler. El vent es representa per la fletxa vermella. En la figura 1 el veler està amurat a estribord. En la 2 comença a orsar. En la 3 està aproat al vent (a fil de roda). En la 4 està arribant. En la 5 està amurat a babord.

### Navegació amb vent de popa
Navegant d’empopada la banda queda determinada per la posició de la botavara (o la posició de la vela en el Patí de vela, que no disposa de botavara). Si la botavara queda a babord el vaixell va amurat a estribord.

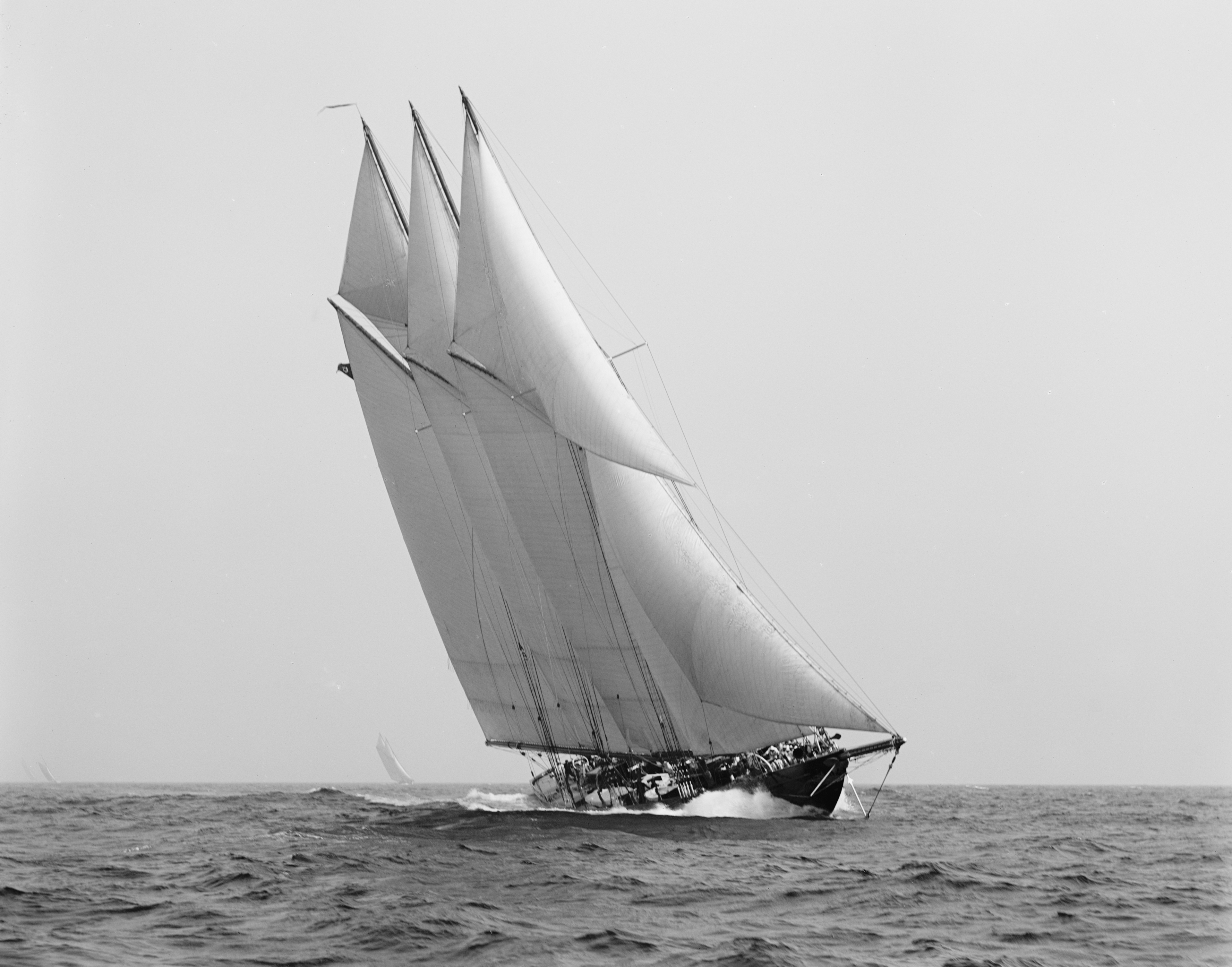
Goleta Atlantic amurada a babord
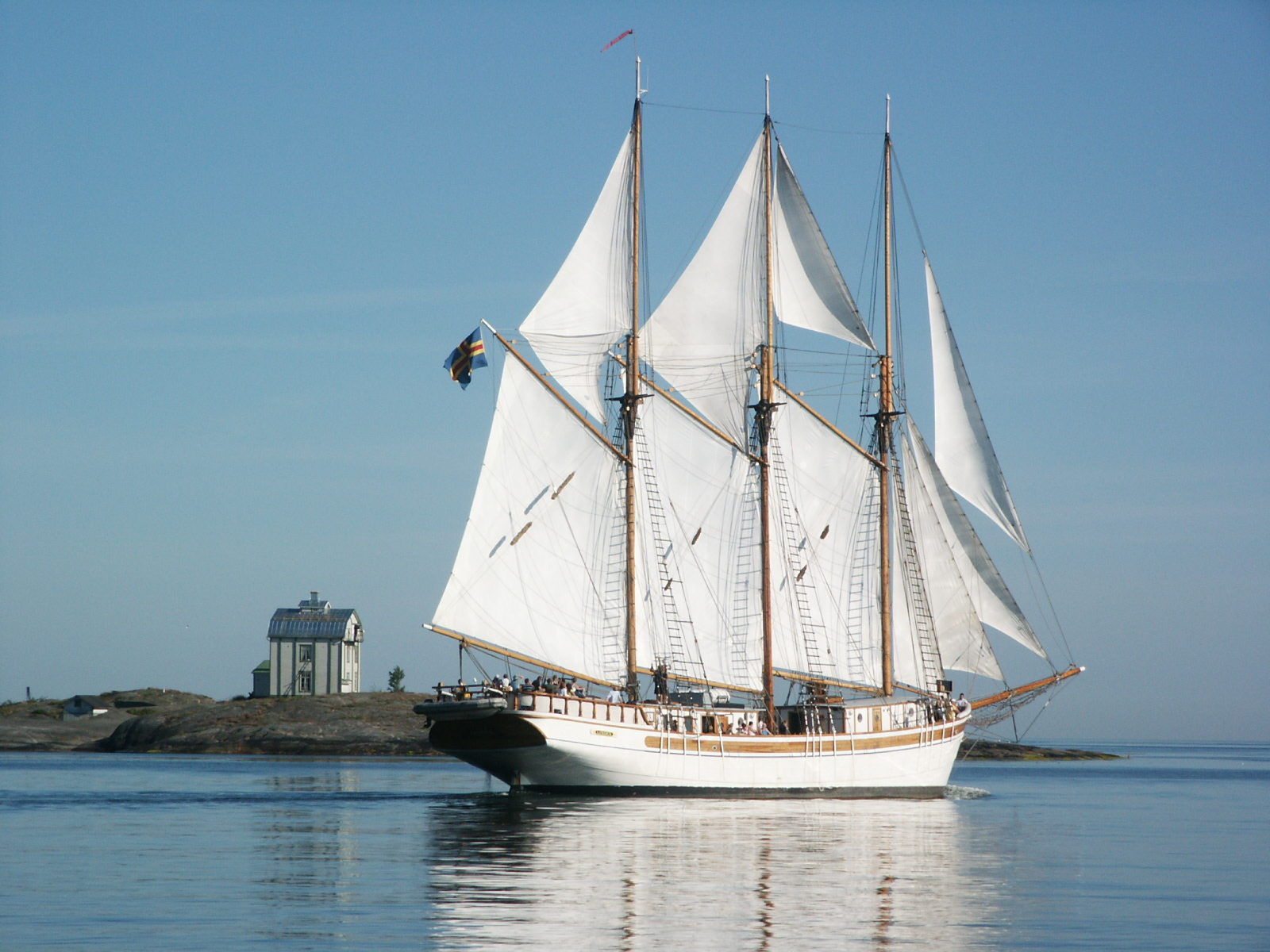
Goleta Linden amurada a estribord
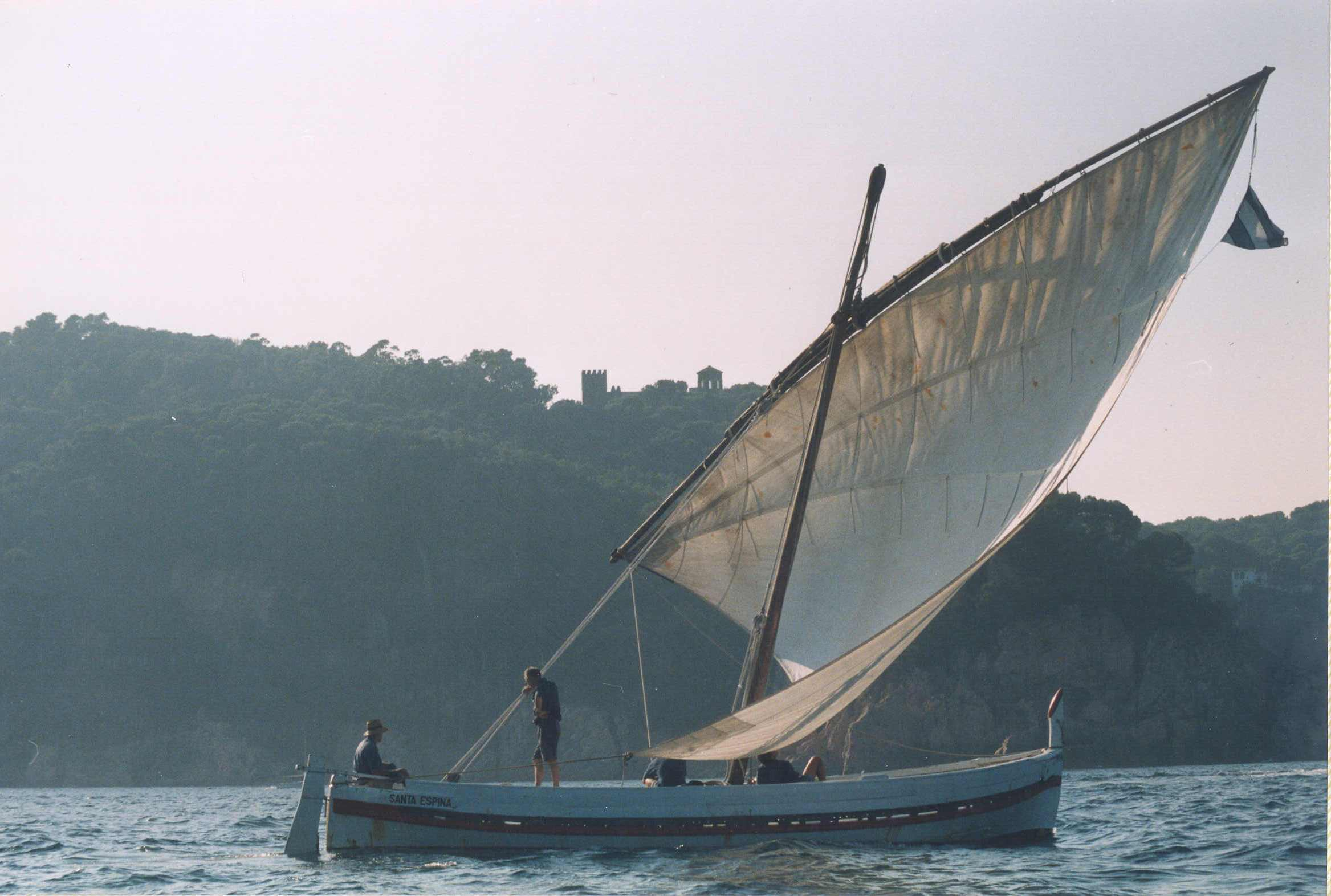
Llagut Santa Espina navegant amurat a babord. Les veles tradicionals eren de cotonia.